# Madison Beer
Pour les articles homonymes, voir Beer.
Ne doit pas être confondu avec Madison Bear.
Madison Beer est une chanteuse, mannequin et actrice américaine, née le 5 mars 1999 à Jericho, dans l'État de New York.
Elle attire l'attention des médias grâce à un tweet du chanteur canadien Justin Bieber évoquant ses reprises musicales sur YouTube. Elle signe plus tard avec le label Island Def Jam, puis décide en 2016 de devenir une artiste indépendante. Elle sort son premier EP, As She Pleases, en 2018, puis son premier album Life Support en 2021.

## Biographie

### Famille
De son nom complet Madison Elle Beer, elle est née le 5 mars 1999 à Jericho (New York). D'origine juive ashkénaze, elle a un frère cadet nommé Ryder. Son père travaille dans le domaine de la construction et sa mère est décoratrice d'intérieur.

### Débuts sur YouTube
Début 2012, Madison Beer, alors âgée de 12 ans, souhaite montrer à ses amis qu'elle sait chanter. Elle se met alors à poster des reprises de chansons populaires sur la plateforme de vidéos YouTube. Elle publie une première vidéo, consistant en un mash-up de chansons de Bruno Mars. Sa quatrième vidéo, une reprise du titre At Last d'Etta James, est partagée en juillet 2012 (deux mois et demi après sa publication) par le chanteur canadien Justin Bieber à ses plus de 25 millions d'abonnés sur Twitter. Madison Beer confiera en 2018 à propos de ce tweet : « Justin ne m'a pas découvert lui-même. Je suis sûre que quelqu'un lui a montré la vidéo, et il l'a ensuite tweeté. Je doute qu'il ait été lui-même en train de surfer sur YouTube ».
Ce geste propulse Madison Beer dans les sujets tendances (trending topics) de Twitter au niveau mondial, et lui permet d'obtenir une couverture médiatique importante,.

### Carrière musicale

#### Chez Island Records

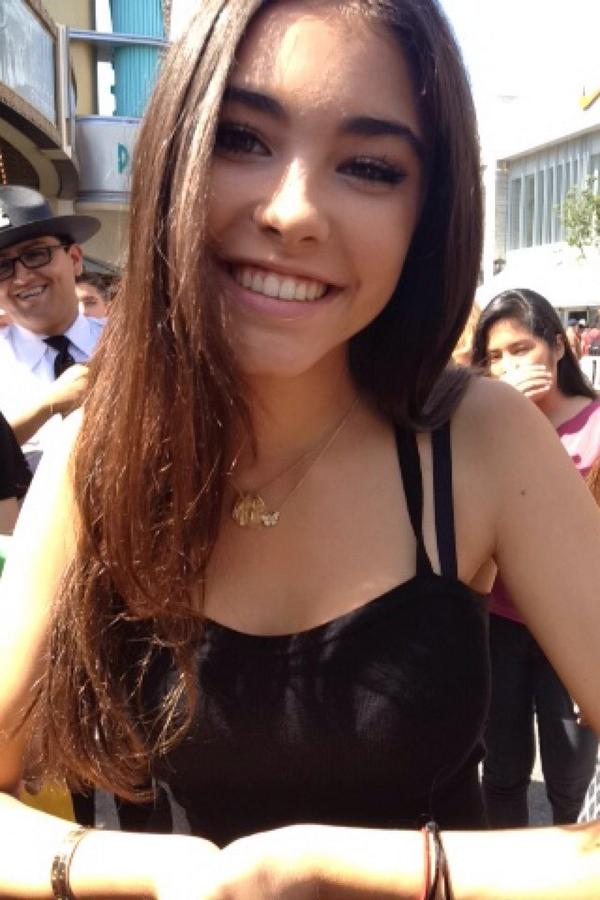
Madison Beer en 2014.

À la suite du succès de sa vidéo, Justin Bieber la signe personnellement au sein de sa propre maison de disques, Island Records, et Madison Beer se fait manager par Scooter Braun. Elle quitte son collège, et part avec sa mère et son jeune frère s'installer à Los Angeles (son père restant dans l'État de New York).
Elle enregistre une chanson intitulée We Are Monster High, servant de bande originale à la web-série pour enfants Monster High, en partenariat avec la franchise de poupées du même nom. En février 2013, Cody Simpson réédite sa chanson Valentine avec Madison Beer, qui est diffusée sur Radio Disney, mais n'a jamais été officiellement publiée.
Le 12 septembre 2013, Madison Beer fait paraître son premier single intitulé Melodies, écrit par Peter Kelleher, Ben Kohn, Thomas Barnes, et Ina Wroldsen,. Le clip de la chanson, dans lequel Justin Bieber fait une apparition, contient un important placement de produit pour les casques de la marque Beats. Le titre ne fait cependant pas de bons scores dans les charts. Son deuxième single, Unbreakable, sorti le 17 juin 2014, est écrit par Jessica Ashley, Evan Bogart, Heather Miley, Matt Schwartz, Emanuel Kiriakou, et Andrew Goldstein ; il est produit par les deux derniers.
Le titre ne marche cependant pas mieux que son premier single, Melodies. Madison Beer confiera en 2018 ne plus être satisfaite de ces chansons, qui lui avaient été imposées par sa maison de disques : « j'étais très jeune, je ne connaissais pas l'industrie. Pendant longtemps, je me suis sentie piégée. ».
Madison Beer commence à travailler sur un premier projet d'album qui aurait dû être un mélange de R'n'B, de pop et d'ambient. Elle explique en septembre 2013 au magazine Teen Vogue qu'il y aura « des chansons lentes, des chansons tristes, des chansons joyeuses, des chansons sur les garçons, et des chansons sur être soi-même. ». Prévu pour 2014, l'album sera finalement abandonné.
Le 16 septembre 2015, elle sort un single nommé All For Love en featuring avec Jack & Jack.

### Artiste indépendante (2016-2019)
En 2016, Madison Beer quitte Island Records pour devenir une artiste indépendante, et engage un autre manager[réf. nécessaire].
Le 19 mai 2017, elle sort le single Dead, dont la version acoustic sortira le 25 août 2017. Le 3 novembre, elle sort son deuxième single, Say It To My Face[réf. souhaitée].
En février 2018, elle sort son premier EP, intitulé As She Pleases et composé de 7 chansons. Elle explique avoir choisi ce titre (« Comme bon lui semble » en français) pour montrer que c'est elle qui prend désormais les décisions dans sa carrière.
Durant l'été 2018, elle sort le dernier single de son EP intitulé Home With You. En août 2018, la chanson atteint la 22e place du Top 40 Mainstream du magazine Billboard, faisant d'elle la première artiste indépendante de ce classement[réf. souhaitée].
En septembre 2018, elle apparaît dans l'album de David Guetta avec la chanson Blame It On Love. En novembre 2018, elle sort Hurts Like Hell avec le rappeur Offset.
En novembre 2018, elle donne sa voix au personnage d'Evelynn, du jeu League of Legends, sur la chanson Pop/Stars du groupe de K-pop virtuel K/DA. Elle participe à la cérémonie d'ouverture des championnats du monde du jeu le 3 novembre 2018 à Incheon, en Corée du Sud.
Durant l'année 2019, Madison collabore avec Jax Jones et Martin Solveig dans une chanson intitulé All Day And Night. Le 17 mai 2019, elle sort un nouveau single, Dear Society. Après des années en tant qu'artiste indépendante, la chanteuse signe finalement avec Epic Records le 10 août 2019.

### Life Support(2020-2021)

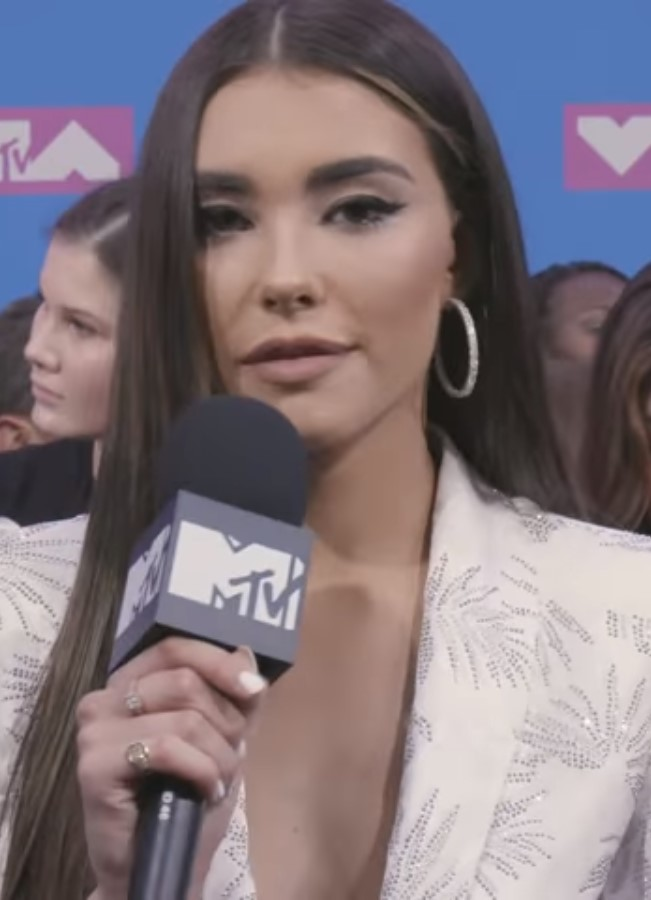
Madison Beer en 2018

En janvier 2020, elle sort Good In Goodbye en tant que premier single officiel de son prochain album intitulé Life Support. Elle sort ensuite une nouvelle chanson intitulée Selfish le 14 février 2020 suivi d'un single promotionnel, Stained Glass sorti le 3 avril 2020. Durant l'été 2020, elle sort un troisième single nommé Baby.
Au mois d'octobre 2020, elle incarne à nouveau le personnage d'Evelynn dans l'EP All Out (en). Son dernier single de l'année s'intitule Boyshit et est sorti en décembre 2020. Elle annonce également que son album Life Support sortira le 26 février 2021[réf. nécessaire]. L'album se hisse à la 65e place du classement Billboard 200 la semaine de sa sortie. L'album est acclamé par la critique et les fans.

### 2023:Silence Between Songs
En septembre 2023, elle publie, Silence Between Songs (en), son deuxième album studio. Le disque et son titre font référence au long chemin traversé par l'artiste depuis ses débuts dans l'industrie musicale. 

### Mannequinat
Madison Beer a brièvement défilé pour les marques Dolce & Gabbana et Maybelline. Lors de la Fashion Week de Milan, elle a également chanté aux côtés de Liam Gallagher lors d'une soirée organisée par le magazine de mode Vogue.

## Vie privée
En juillet 2014, Madison se met en couple avec Jack Gilinsky, mais ils n'officialisent la relation qu'en avril 2015,. Ils annoncent leur séparation début juillet 2017.
En 2016, lors d'une interview, elle précise qu'elle ne se considère pas comme uniquement hétérosexuelle, car elle est déjà tombée amoureuse d'une fille.
Entre fin 2017 et mai 2019, elle entretient une relation avec l'influenceur et organisateur de soirées Zack Bia, durant laquelle ils se séparent et se remettent ensemble à de nombreuses reprises. Elle lui dédie la chanson Selfish par la suite.
Elle se remet brièvement avec Jack Gilinsky à l'été 2019.
Depuis 2020, elle est en couple avec le TikToker Nick Austin,.
Parmi ses meilleurs amis figurent les Sturniolo triplets. Nick étant celui avec lequel elle est le plus proche.

## Discographie

### Singles
- 2013 : Melodies
- 2014 : Unbreakable
- 2015 : All For Love (feat. Jack And Jack)
- 2015 : Something Sweet
- 2017 : Dead
- 2017 : Say It To My Face
- 2018 : Home With You
- 2018 : POP/STARS (feat. K/DA, (G)I-DLE, Jaira Burns)
- 2018 : Hurts Like Hell (feat. Offset)
- 2019 : Dear Society
- 2020 : Good In Goodbye
- 2020 : Selfish
- 2020 : Stained Glass
- 2020 : Baby
- 2020 : MORE (feat. K/DA, (G)I-DLE, Jaira Burns, Lexie Liu, Seraphine)
- 2020 : BOYSHIT
- 2021 : Carried Away (feat. Surf Mesa)
- 2021 : Reckless
- 2022 : Dangerous
- 2022 : Showed Me (How I Fell In Love With You)
- 2023 : Home to Another One
- 2023 : Spinnin
- 2023 : Sweet Relief
- 2023 : Envy the Leaves
- 2023 : 17
- 2023 : Ryder
- 2023 : Nothing Matters But You
- 2023 : I Wonder
- 2023 : At Your Worst
- 2023 : Silence Between Songs
- 2023 : King of Everything
- 2024 : Make You Mine
- 2024 : 15 minutes
- 2025 : All At One

### Comme chanteuse duo
| Titre                                                                 | Année | Album  |
| --------------------------------------------------------------------- | ----- | ------ |
| Valentine (Cody Simpson featuring Madison Beer)                       | 2013  | NC     |
| I Won't Let You Walk Away (Mako featuring Madison Beer)               | 2015  | NC     |
| Blame it on Love (David Guetta featuring Madison Beer)                | 2018  | 7      |
| All Day and Night (Jax Jones & Martin Solveig featuring Madison Beer) | 2019  | Snacks |
| Carried Away (Surf Mesa featuring Madison Beer)                       | 2021  |        |

### Autres apparitions
| Année | Titre                                               | Album        |
| ----- | --------------------------------------------------- | ------------ |
| 2013  | We Are Monster High                                 | Monster High |
| 2018  | K/DA POP/STARS                                      | N/A          |
| 2019  | All Day and Night (avec Jax Jones & Martin Solveig) | N/A          |
| 2020  | K/DA MORE                                           | All Out      |
| 2020  | K/DA VILLAIN (avec Kim Petras)                      | All Out      |

### Albums
- 2021 : Life Support
- 2023 : Silence Between Songs

### EP
- 2018 : As She Pleases

## Tournées
- Magcon Tour (2014)
- As She Pleases Tour (2018)
- Life Support Tour (2021)
- The Spinnin Tour (2024)

## Filmographie
- 2013 : Louder Than Words : Amy
- 2020 : RuPaul's Secret Celebrity Drag Race : elle-même
- 2020 : RuPaul's Drag Race: All Stars : elle-même/juge

Prochainement 
- Jennifer's Body 2 : Madison Check